# سویرن

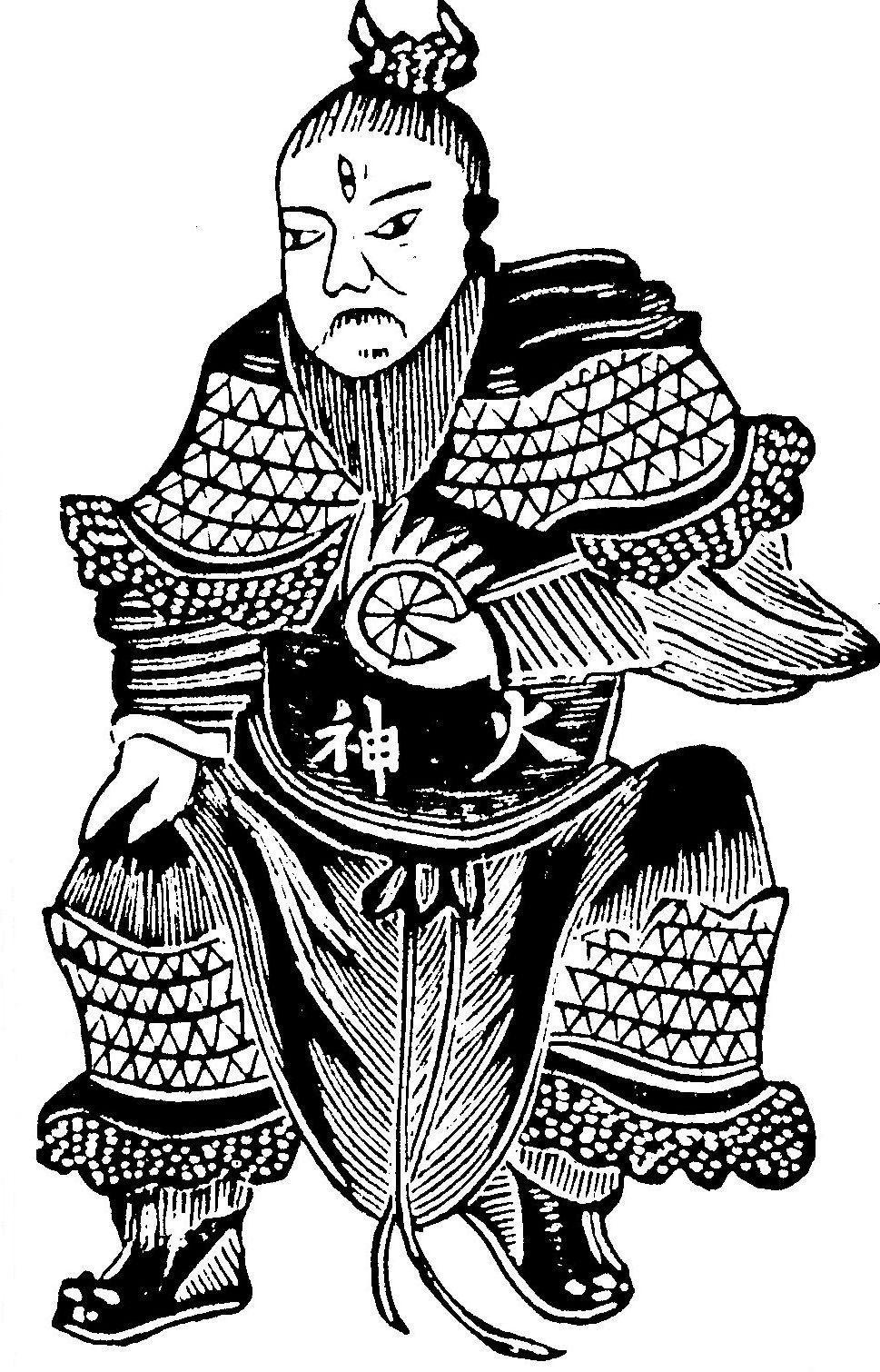
سویرن، از کتاب تصویر اژدها و شیاطین، اثر: هامپدن.سی.دوبوث، لندن، ۱۸۸۶

سویرن (به چینی: 燧 人، به پین یین: suì rén)، بر طبق افسانه‌های باستانی چین نام مخترع یا کاشف آتش است. در برخی روایات گفته می‌شود که او نیز، یکی از سه شهریار و پنج خاقان در پیشینهٔ کهن چین باستان بوده‌است.
تصاویر برجای مانده نشانگر آن هستند که وی به لحاظ ظاهری، دارای سه چشم بوده‌است.